# 大理报春
大理报春（学名：Primula taliensis）为报春花科报春花属下的一种多年生草本植物。